# Pantelejmon (Poworozniuk)
Pantelejmon, imię świeckie Wasyl Dmytrowycz Poworozniuk (ur. 24 sierpnia 1973 w Bubniwce) – biskup Ukraińskiego Kościoła Prawosławnego Patriarchatu Moskiewskiego.

## Życiorys
Od grudnia 1991 był psalmistą w cerkwi Trójcy Świętej w rodzinnej wsi Bubniwka. W latach 1991–1993 odbywał zasadniczą służbę wojskową. W latach 1994–1998 uczył się w seminarium duchownym w Kijowie. W 2002 ukończył wyższe studia teologiczne w Kijowskiej Akademii Duchownej. W tym samym roku został posłusznikiem w ławrze Peczerskiej, gdzie 12 lipca 2002 przyjął święcenia diakońskie, zaś 4 kwietnia 2003 złożył wieczyste śluby mnisze, przyjmując imię Pantelejmon. 12 lipca 2003 metropolita kijowski i całej Ukrainy Włodzimierz (Sabodan) wyświęcił go na hieromnicha. W listopadzie 2004 otrzymał godność ihumena, zaś w 2007 – archimandryty.
W 2008 został biskupem pomocniczym eparchii kijowskiej z tytułem biskupa wasylkowskiego.
W 2011 wszedł w skład Wyższej Rady Cerkiewnej Ukraińskiego Kościoła Prawosławnego Patriarchatu Moskiewskiego. 23 grudnia 2011 został mianowany przez Święty Synod Ukraińskiego Kościoła Prawosławnego członkiem komisji, która w związku z chorobą metropolity kijowskiego Włodzimierza tymczasowo objęła zarząd metropolii kijowskiej. Komisję tę po miesiącu Synod zlikwidował, wyznaczając jednego administratora metropolii – metropolitę wyszhorodzkiego i czarnobylskiego Pawła.
W grudniu 2012 został ordynariuszem eparchii siewierodonieckiej. De facto nie podjął w niej służby, gdyż odprawianie nabożeństw w soborze katedralnym uniemożliwili mu wierni domagający się powrotu poprzedniego ordynariusza, biskupa Agapita. W styczniu 2013 został przeniesiony do nowo powołanej eparchii roweńkowskiej.
17 sierpnia 2015 podniesiony do godności arcybiskupa. 25 czerwca 2019 r. otrzymał godność metropolity.
Od 19 czerwca 2021 r., w związku ze śmiercią metropolity ługańskiego i alczewskiego Mitrofana, dodatkowo pełnił obowiązki zwierzchnika eparchii ługańskiej, a 17 sierpnia 2021 r. został przeniesiony na tę katedrę.
Był obecny na Kremlu podczas ogłaszania przez Władimira Putina aneksji czterech obwodów Ukrainy (ługańskiego, donieckiego, zaporoskiego, chersońskiego), po nieuznawanych przez społeczność międzynarodową "referendach" na temat ich przynależności państwowej.